# Gustav Aurich
Gustav Aurich (* 19. Jahrhundert; † 20. Jahrhundert) war ein deutscher Schwimmer.

## Karriere
Gustav Aurich belegte bei den Olympischen Sommerspielen 1908 in London im Wettkampf über 100 m Rücken den vierten Platz.